# 超兄貴
『超兄貴』（ちょうあにき）は、NCSおよびWINDSが開発し、日本コンピュータシステム（NCS）のブランド、メサイヤより1992年12月25日に発売されたPCエンジンSUPER CD-ROM²用横スクロールシューティングゲーム。シリーズオフィシャルサイトではジャンル名は「史上初の兄貴シューティング」とされている。
本項では、本作以降に発売された移植版やシリーズ作品、および各メディア作品についても解説する。詳細は目次からそれぞれの項目を参照のこと。

## 概要
本作は、男性神・イダテンと女神・ベンテンのいずれかを選択して操作するシューティングゲームであり、システムはメガドライブ用ソフト『ジノーグ』（1991年）を元にしている。一方で、本作の世界観は『ジノーグ』とは対照的に、筋肉美を強調した奇抜で明るいものとなっている。たとえば、主人公のオプションキャラクターである二人組の兄弟「アドン」と「サムソン」は有名なゲイ向け雑誌を連想させる名前であることに加え、彼らが放つショットは「メンズビーム」と名付けられている。
再版を5回重ねるヒット作となり、その後に登場したテレビゲーム機やパソコン用アプリケーションに何度か移植されている（それぞれの詳細は#他機種版を参照）。また、本作以降にシリーズ化され、CDドラマ、漫画、小説（ライトノベル）などのメディアミックス展開が行われた。このほか、本作の作曲者である葉山宏治名義のサウンドトラックCD『超兄貴-兄貴のすべて-』もヒット作となっている。

## ストーリー
「ボ星」を中心とする「ビルダー帝国」を支配する、大銀河ボディービルコンテストにおいて10連覇の偉業を成し遂げた帝王「ボ帝ビル（ぼていびる）」は、プロテイン資源の枯渇に悩み、ついに近隣星系を無差別侵攻しプロテイン採掘プラントを乱立させ始めた。危機を感じた天界はビルダー軍討伐を命じ、イダテンとベンテンを派遣した。かくして、イダテンらとビルダー軍の汗臭く暑苦しい戦いの幕は切って落とされた。

## 登場キャラクター

### 自機
スタート及びコンティニュー時に選択（一人プレイ専用）。IIボタン押し続けで男らしく連射（連射パッド不要）。タメてタメて溜まりきったところで離した瞬間、「ドピュっと（発売当時、児童向けの新作ゲーム紹介番組に出演したメサイヤ広報担当者による公式表現）」男の一撃「メンズビーム」を発射する。なお女性であるベンテンは同じ操作で斜め攻撃も行える「スプラッシュビーム」を放つ。
イダテン
声 - 置鮎龍太郎（初代、究極…男）、堀越省之助（零）
主人公である男性神。82億歳で身長は42.4m。体重は780kg。スリーサイズも一応設定されているが930/667/954という無茶苦茶な数字。『究極無敵銀河最強男』では何故か31歳で、体重が1528kgとなっている。趣味は鉄アレイ収集、好きな食べ物はタラモサラダ。好きなタイプは「ボディビルコンテストで俺を負かせるヤツ」。絵柄は都度変わりつつも、飾りの付いた青髪で上半身裸という基本のデザインは一貫している。
基本的にはどの作品でも異性愛者であり、アドン、サムソンを舎弟としか思っていないが、二人には自分たちは兄貴(イダテン)に愛されていると勘違いされている。
『愛』のエンディングCでは敵であるコンシャスと恋に落ち、彼女に二度と悪事をさせない事を条件にアドンとサムソンに助命を懇願し、共に宇宙の彼方へと去って行った。これが正史となり、アドンとサムソンに主役の座を譲る。しかしそれ以前の時系列となる『究極無敵銀河最強男』『零』では再び主役を務めている。
ベンテン
声 - 住友優子（初代）、新山志保（愛）、富沢美智恵（究極…男）、橘U子（零）
もう一人の主人公である女神。スリーサイズは90/57/88の美女だが、年齢は2歳3か月で体重が6gと、無茶なプロフィールを持つ。身長は12m。趣味はリリアン。好きな食べ物は殻付ピーナツ。好きなタイプは「背が高くて、お金持ちで、スーパーマッスルな人」。
サムソンやアドンよりは高位にあるようだが、イダテンとの関係はよく分からず謎が多い存在。イダテンと異なり毎度のようにデザインが変わり、初期は緑髪だったが『愛』では黒髪に。『爆裂乱闘編』でまた容姿が変わりつつも緑髪に戻ったが、『究極無敵銀河最強男』では何故か23歳で金髪のOLになっている。『零』では三度緑髪になったがツインテールの美少女と化し、性格も姉御肌になった。

### オプション
アドン＆サムソン
声（アドン） - 不明（初代、プロテイン）、戸谷公次（愛）、玄田哲章（究極…男）、林和良（零）
声（サムソン） - 不明（初代、プロテイン）、郷里大輔（愛、究極…男）、御園行洋（零）
手枷、足枷、貞操帯をしたスキンヘッドのボディビルダーコンビ。『愛』では黒いハンドウエイト、アンクルウエイト、パンツ姿。『究極無敵銀河最強男』ではウエイトはシルバー、パンツは赤。
どちらも1兆37歳。アドンは身長18寸で体重88t、サムソンは身長18尺で体重91gと、ベンテン同様に無茶なプロフィールの持ち主。趣味はアドンが腹筋・斜め懸垂で、サムソンはセキセイインコの飼育。好きな食べ物はアドンがキーマカレーで、サムソンはうな八のうな重。好きなタイプはアドンが「自分より筋肉の発達してる人。求むナイスガイ！」で、サムソンは「激しさと優しさを兼ね備えた人」。
ビルダー軍に侵略を受けた星の王子であり、彼らの長兄バランは、その星の王位継承者である。
ビルダー軍に囚われていたが、イダテン達によって救出。恩を返すため協力する。頭頂部には穴が開いており、ここからメンズビームを放ち、プロテインでパワーアップする。防弾限界を超えると切なげな断末魔を発し退場する。トレーニングをこよなく愛し、彼らにとって筋肉こそが正義である。漫画や小説ではトレーニングをすることとイダテン・ベンテンへの忠誠心以外を、どこかに置いて来ていることがことさらに強調されたキャラクターになっている。漫画版ではさらに、サムソンが一時期オカマでかつショタコンになる。
田丸浩史による漫画版ではアドンは保安官、サムソンはアドンの助手のサミー（女性）として登場し、バランと出会った後に性転換したという設定である。
天使（ミカ&エル）
声 - 山本圭子（究極…男）、かぬか光明（零）
自機にベンテンを選択した場合稀に出現するオプション。当初は名前が無かったが、続編にてミカ&エルと命名されている。323歳で、実は兄弟ではなく姉妹という噂もある。身長38m、体重8万8千t。趣味はこっそり人間ウォッチ(通称：覗き)。好きな食べ物はプリン。好きなタイプは「髪が緑で胸が大きくて、叱ってくれる人」。
攻撃手段としては放物線上に落下する爆弾を持っていた。
うみにん
声 - 不明
隠しオプションである、やる気の無い人型の生命体。
もともとは同じくメサイヤの『改造町人シュビビンマン3』に登場した隠れキャラクターだったが、後にキャラクターが独自の人気を得て一人歩きする。
『究極無敵銀河最強男』ではオプションをうみにん化させたままクリアすると、元に戻らなくなった彼らにイダテンとベンテンが困り果てるエンディングとなる。
小説版ではボ帝ビルの筋肉のほとんどを吸い取り、痩せ男として排出。再び一から健全にトレーニングさせる気にさせ、更生させた。
漫画版で登場するうみにんは雌であり、三人称が「彼女」となっている。
バラン
声 - 玄田哲章（究極…男）、名村幸太朗（零）
サムソン&アドンの長兄。元は漫画版オリジナルキャラで「ボディビル仮面」と名乗り、素顔を隠して登場するがベンテンにあっさりばれる。
かつて保安官のアドンと助手のサミーがいちゃついている事に腹を立て、ちょっかいを出し一騎討ちとなる所だったがカード麻雀に変更され、最終的に裸一貫となって逃げ出した。
後にゲーム本編に逆輸入される形で『究極無敵銀河最強男』に登場。バリアとして3人の身を守るものの、当たり判定が大きすぎてすぐに退場してしまう。
『零』ではショウテンのオプションとして登場。一応、ショウテンを兄貴とは呼んでいるが「笑顔が不気味」などと明け透けに口にするなど敬っている様子はあまりない。

### 敵キャラ
サブ&マリン
『超兄貴』でボスキャラとして登場して以降、シリーズ作品に背景等として度々登場。革ジャンにリーゼント姿の潜水艦。上半分のサブが後に『爆裂乱闘編』で自キャラの座を得た。
戦闘列車
『超兄貴』のステージ3に登場。
テーマ曲は「ドイツ人ジャーマン（サントラ「超兄貴-兄貴のすべて-」に収録）」。
シェル・ジ・アニキ
『超兄貴』の海底の面（タイトルは「男の海」）で登場したボスキャラ。
ボッティチェッリの『ヴィーナスの誕生』を髣髴させるデザイン。最初はカーテン越しにシャワーを浴びている女性のシルエットが現れたが、しばらくするとシルエットごとカーテンがはがれ、スクワットをしているマッチョ兄貴が現れ、見る者を唖然とさせた。
テーマ曲は「あこがれのマッチョダンディー（サントラ「超兄貴-兄貴のすべて-」に収録）」。
エル&トポ
般若の面を被った男「エル」と水泳用眼鏡を掛けた男「トポ」のシンクロナイズドスイミングコンビ。ボ帝ビルを護る四天王である。
漫画版（田丸浩史）超兄貴には第四話で登場。第一話冒頭でイダテンは姿を現していない彼らによって命を落とすが、後に偽イダテン（イダテンそっくりの木こり・ジョーイ）のメンズビーム一撃で倒されてしまう。あまりにも弱かったため、本物のイダテンが彼らによって倒されたことは恥ずかしいので秘密にされていた。ポージングによる威嚇しかしておらず、どうやってイダテン（本物）に致命傷を与えたのかはまったく不明。
テーマ曲は「Sexy Dinamite（サントラ「超兄貴-兄貴のすべて-」に収録）」。
ボ帝ビル
『超兄貴』のラストボス。「ボ帝」というのはボ星帝国の帝王という意味であり、後に妻のコンシャスも名乗っている。性別は「漢」。趣味はフィットネスクラブの後に入るサウナ。好きな食べ物はプロテインリゾット。好きなタイプは「上腕二頭筋のアノ部分が素敵な人」。
ほとんどあらゆるメディアで「ボ帝」と略される。
銀河ボディビルコンテスト10連覇を誇るビルダー星の帝王で、凄まじき腹筋によりイダテンらのメンズビームが爪楊枝に見えるほど太い必殺技「ボ帝カッター」を腹から放つ。さぶ&ローズを手下に従えていた。
一定のダメージを受けると、巨大メカに搭乗する。これもマッチョ兄貴風の外見をしており片方の手がなくなっているが、これは先にボスキャラとして片方が分離して襲撃したため。漫画版では『グローリーオブアキレス』と名付けられているが、原典となるゲーム版では特に名前は設定されていない。
後に『爆裂乱闘編』で再登場した。この場合のみ、自キャラとして操作可能。恐妻家らしい。
『愛』のエンディングの一つでは宇宙生命体「FX」と融合して復活し、「ボ帝ビルFX」として再び現れた旨が語られる。
『愛』の過去の時系列にあたる『零』でも名を変えて復活を遂げていたことが判明する。

## 移植版
※現在、「メサイヤ」というゲームブランド及び全ゲーム作品は株式会社エクストリーム（extreme）が版権を保有しており、ゲームアーカイブス版以降の販売企業も同社となっている（プロジェクトEGG版およびPCエンジンmini版に関してはライセンス供給という形）。
| No. | タイトル         | 発売日                                   | 対応機種                                                 | 開発元           | 発売元                  | メディア                                | 型式 | 備考                               |
| --- | ---------------- | ---------------------------------------- | -------------------------------------------------------- | ---------------- | ----------------------- | --------------------------------------- | ---- | ---------------------------------- |
| 1   | 超兄貴 Full版    | 2003年10月29日                           | Windows                                                  | メサイヤ         | ボーステック            | ダウンロード （プロジェクトEGG）        | -    |                                    |
| 2   | 超兄貴           | 2007年10月23日 2008年5月9日 2008年9月8日 | Wii                                                      | メサイヤ         | ハドソン                | ダウンロード （バーチャルコンソール）   | -    | 2019年1月31日配信・販売終了        |
| 3   | 超兄貴           | 2010年12月15日                           | PlayStation 3 PlayStation Portable (PlayStation Network) | メサイヤ         | エクストリーム          | ダウンロード （PCエンジンアーカイブス） | -    |                                    |
| 4   | 超兄貴           | 2016年3月23日                            | Wii U                                                    | メサイヤ         | エクストリーム          | ダウンロード （バーチャルコンソール）   | -    |                                    |
| 5   | 超兄貴           | 2020年3月19日                            | PCエンジン mini                                          | M2 ※移植開発担当 | KDE ※本体の発売元       | プリインストール                        | -    |                                    |
| 6   | 超兄貴COLLECTION | 2024年12月12日                           | Nintendo Switch                                          | OGIX             | エディア エクストリーム | Nintendo Switch専用ゲームカード         | -    | 『愛・超兄貴』とのカップリング収録 |

## 音楽

### 作曲者
上述した通り、『超兄貴』のBGMは葉山宏治が手掛け、葉山の個人名義で発売されたサントラCDがゲームミュージック業界でも異例のヒット作となったことから、“超兄貴=葉山宏治”というイメージは根強く存在している。しかし、以降のBGM担当のサウンドコンポーザーには作品ごとに何らかの交替や変更があり一定していない。
『愛・超兄貴』（1995年）では「サウンドプロデュース兄貴　溝口功、サウンド兄貴　岩崎琢・吉村幸二」、『超兄貴 爆烈乱闘篇』（1995年）では「サウンドプロデュース　溝口功、ミュージック　笠原咲奈恵・岩崎琢・ドン・マッコウ」としてクレジットされている。そして『究極無敵銀河最強男』（1995年）では葉山、岩崎、笠原、マッコウのそれまで超兄貴シリーズのBGMを担当していた4人の歴代サウンドクリエイターが“集結”という形になった。メサイヤのゲーム事業撤退後にライセンス許諾の形で制作された『超兄貴〜聖なるプロテイン伝説〜』（2003年）では葉山のシリーズ復帰が話題として大きく用いられたものの、実際には大半の曲は畑亜貴と不気味社によるものであり、葉山による楽曲は数曲のみに留まった。
ガンホー・ワークスより発売された『零・超兄貴』（2009年）では再び葉山が作曲担当となり、全曲にわたり新曲が用いられている。
なお、1994年、テレビ朝日の火曜ドラマ枠で少女漫画『お父さんは心配症』が実写ドラマ化された際には初作のサウンドトラックが劇伴音楽として使用され、『筋肉番付』（ラストバトル）、『モグモグGOMBO』・『ジャングルTV 〜タモリの法則〜』（黒人カーニバル）などで主要BGMに使用されている。

### 関連CD
超兄貴-兄貴のすべて-
NECアベニュー NACL-1088（1993年）、後にコロムビアミュージックエンタテインメントから「アベニューコレクション」と冠され再発（1998年）。社名が日本コロムビアとなった後も販売は継続中。
仁義無き兄貴
NECアベニュー NADL-1061
超兄貴・男の魂
ファースト・スマイルエンタテインメント
兄貴新世界
オーマガトキ
上記4つのアルバムは、全面的に葉山宏治の手によるもの。
愛・超兄貴
東芝EMI/ユーメックス TYCY-5437
ゲームのエンディングクレジットは「サウンドプロデュース兄貴　溝口功、サウンド兄貴　岩崎琢・吉村幸二」と記載。
CDのブックレットには「サウンドプロデューサー　溝口功、作曲・編曲　岩崎琢」と記載がある。
超兄貴ショー（出演：岩田光央、菅原正志、愛河里花子、金月真美他）
東芝EMI TYCY-5456
CDのブックレットに、岩崎琢、ドン・マッコウ、竹森久晃らを中心にバンド「アニマゲドン」を結成し、渋谷クアトロでライブデビューしたとの記載がある。
超兄貴ショーII
東芝EMI/ユーメックス TYCY-5490
「I」と共にドラマが収録されている。「I」、「II」とも、サムソン役の菅原正志の演技がとてつもなく濃い。一方、岩田光央演じるイダテンは非常に情けないキャラとして描かれている。
超兄貴 〜究極無敵銀河最強男〜
東芝EMI/ユーメックス TYCY-5487
CDのブックレットには「Sound Producer：溝口功(TWO FIVE)　Compose & Arrange：葉山宏治、岩崎琢、笠原咲奈恵、ドン・マッコウ」と記載がある。
同ブックレットによると、4人で曲作りを行った理由は「ニューハードのプレイステーションということで曲目も多く、また諸事情もあり」とのこと。

## スタッフ
- プロデューサー：土田俊郎
- プログラム：はまだしんぢ（濱田信次）
- グラフィック：THE 鬼 PART II（市丸雅彦）、ENDO（延東史朗）、永井一成、はやしひろし
- キャラクターデザイン：永井一成
- 音楽・効果音：葉山宏治
- 協力：小沢努、岩崎秀雄、小林功一郎、斉藤智晴、中井覚、ツーファイブ
- 資料提供：大矢哲也
- 営業：内田正紀、片桐京子、三村淳、横江靖明、肥田泰治、松田一宏
- 販促・広報：松田明生、菊池隆、岩本紀彦
- スーパーバイザー：渋谷実夫

## 反響
本作はシューティングゲームとしての完成度の高さに加え、宇宙とハードゲイを融合させた奇抜な世界観によって、シューティングゲームファンの注目を集めた。
特に、主人公のオプションキャラクターであるサムソンとアドンは、有名なゲイ向け雑誌を連想させる名前だったこともあり、主人公以上に注目が集まった。
また、『改造町人シュビビンマン3』に引き続いて本作に隠れキャラクターとして登場したうみにんにも人気が集まり、スピンオフ作品が発売されたほか、日本国外でも人気を博した。
日本国外において本作を遊んだことのある者は多くなかったものの、世界観のきわどさと奇抜さから、I-Mockery、Seanbaby、Something Awful. といったウェブサイトで取り上げられた。

### 評価
- ゲーム誌『ファミコン通信』の「クロスレビュー」では8・8・6・4の合計26点（満40点）[21]、、『月刊PCエンジン』では80・80・85・80・80の平均81点（満100点）、『電撃PCエンジン』では70・80・75・60の平均71.25点（満100点）、『マル勝PCエンジン』では7・7・8・6の合計28点（満40点）、『PC Engine FAN』の読者投票による「ゲーム通信簿」での評価は以下の通り24.45点（満30点）となっている[22]。また、この得点はPCエンジン全ソフトの中で28位（485本中、1993年時点）となっている[22]。同雑誌1993年10月号特別付録の「PCエンジンオールカタログ'93」では、本作を「前代未聞の超異色、横スクロールシューティング」と位置付けており、本作の最大の特徴が筋肉美をまとったアドン&サムソンであると指摘した上で「この2人が力尽き、戦線を離脱するときに叫んでいる声は印象深い」と肯定的に評価した[22]。

| 項目 | キャラクタ | 音楽 | 操作性 | 熱中度 | お買得度 | オリジナリティ | 総合  |
| 得点 | 4.55       | 4.45 | 3.41   | 3.93   | 3.72     | 4.38           | 24.45 |

- ニュースサイト『エキサイトニュース』においてライターの空閑叉京／HEW は、本作のシステムについて「特に、それまでシューティングゲームにおいて雑な設定なことが多かった「オプション」（自機追従型兵器、分身）に、『超兄貴』においてはパワーアップや耐久力という概念があったのが新しかった」とエキサイトに寄稿した記事の中で評価している[4]。

- ゲーム本『懐かしゲーム機大百科 PCエンジン完全ガイド 1987-1999』では、登場キャラクターや設定に関しては「突っ込みどころ満載」と指摘したが、ゲーム部分の完成度の高さを認めた上で「STGとしてのクオリティは高い」と称賛した[23]。また、BGMの人気が高い事を指摘した上で、サウンドトラックが長年に亘り販売され続けておりファンから愛されている事を主張した[23]。

## シリーズ作品
| 1992 | 超兄貴                               |
| 1993 |                                      |
| 1994 |                                      |
| 1995 | 愛・超兄貴                           |
| 1995 | 超兄貴 爆烈乱闘篇                    |
| 1995 | 超兄貴〜究極無敵銀河最強男〜         |
| 1996 | 超兄貴〜究極…男の逆襲〜              |
| 1997 |                                      |
| 1998 |                                      |
| 1999 |                                      |
| 2000 | 超兄貴 男の魂札                      |
| 2001 | i（愛）・超兄貴『激烈縄跳び編』      |
| 2002 |                                      |
| 2003 | 超兄貴〜聖なるプロテイン伝説〜       |
| 2004 |                                      |
| 2005 |                                      |
| 2006 |                                      |
| 2007 |                                      |
| 2008 |                                      |
| 2009 | 零・超兄貴                           |
| 2010 |                                      |
| 2011 | 超兄貴〜漢’s（メンズ）ボウリング!!〜 |
| 2012 |                                      |
| 2013 |                                      |
| 2014 |                                      |
| 2015 |                                      |
| 2016 |                                      |
| 2017 |                                      |
| 2018 |                                      |
| 2019 |                                      |
| 2020 |                                      |
| 2021 |                                      |
| 2022 | ダンシング・オブ・超兄貴             |
| 2023 |                                      |
| 2024 | 超兄貴COLLECTION                     |

判明している時系列は『究極無敵銀河最強男』→『超兄貴』→『零』→『愛』→『聖なるプロテイン伝説』となる。

### 愛・超兄貴
PCエンジン用ソフト。1995年2月24日発売。
本作は業界初の自称『弾を撃たないシューティングゲーム』である。簡単なコマンド操作で様々なポージングとそれに対応した汗と気合い（コマンド入力で変化する多数の攻撃技）を飛ばすことによって敵を撃破（悩殺）する。男のビーム（メンズビーム）は技を何度も入力してポージングを行い、男のエネルギーを貯めないと発射できない。
ステージは全4ステージとなっている。体力の概念があり、満タン時で3つ、アイテムで回復することが出来る。2人同時プレイが可能で、1Pはアドン、2Pはサムソンを操作する（ただ、2人の違いは全くと言っていいほどない）。
残機制ではなく、時間制となっており（画面では砂時計で表示）、ベンテンが時折出すアイテムやステージクリア時のスコアからのボーナスで時間が増加する。倒されるとペナルティが付き、残り時間がなくなるとゲームオーバーとなる。コンティニューは「軟弱な救済措置」とされており、存在しない。
また、マルチエンディングとなっており、最終的な敵の撃破パーセンテージによりいくつかの結末に分岐する。
プロジェクトEGGで配信されている。過去にはWii、Wii Uバーチャルコンソールでも配信されていた。レイティングはCERO：A（全年齢対象）。ゲームジャンルは「ポージングゲーム」。
シリーズオフィシャルサイトではジャンル名は「肉体美ヨコシュー」とされている。

#### ストーリー
ボ帝ビルは倒され、銀河に平和が訪れた。それから2年後。ビルダー星系の不穏な動き察知したイダテンは単身調査に向かうが消息を絶つ。事態を重く見たベンテンはイダテンの救出とビルダー星の調査のために2人の勇者を送り出した。それは2年前の戦いでイダテンを支援した舎弟・アドンとサムソンだった。

#### 登場キャラクター
アダム
『愛』でステージ1のボスとして登場。星（月）の下半分に浸かりきって浮遊する謎の多いボスキャラ。年齢は米寿。好きな食べ物はアン肝のソテー焦がしバターソース。身長は12kmだが体重は12kg。好きなタイプは「楽園なひと」。以降のシリーズでも毎回のように登場する。
獰猛スイマー1000
『愛』でステージ3のボスとして登場。『ぶんぶく茶釜』のマッチョ兄貴版で海底を自由気ままに泳ぐ。鍋の蓋からおでんが飛び出す。
ボ帝コンシャス
声 - 新山志保
『愛』のラストボス。ボ帝ビルの正妃で、夫のビル亡き後に新たなボ帝を名乗り、復讐の為「ネオビルダー軍」を結成し、夫の仇であるイダテンを捕えていた。
ラストバトルではボディコンの巨大メカとして現れるが、等身大の設定画とは容姿が異なる。
エンディングに応じて末路が異なる。エンディングAとDではアドンとサムソンに倒されるが、エンディングDではイダテンを肥満化させて復讐を果たしていた。エンディングBでは復活した夫のビルに、エンディングCでは恋に落ちたイダテンに助命され、以降のシリーズでは後者が正史となる。

### 超兄貴 爆烈乱闘篇
スーパーファミコン用ソフト。1995年9月22日発売。
本作はシューティングゲームではなく対戦型格闘ゲームである。「空中浮遊肉体美対戦格闘」と銘打たれた本作は、キャラクターが空中を浮きながら戦う仕組みとなっている。キャラクターにはピストンゲージが割り当てられており、ダッシュやガード、必殺技の発動によって消費される。ピストンゲージが空になると悶絶状態となり、しばらく動けなくなる。また、「シェイクダンス」という踊りを踊ることでピストンゲージが回復する速度が上がる分、無防備になる。各キャラクターには「アニマゲドン」というコマンド入力式の連続技が用意されている。
加えて、画面下部には入力ログが表示されており、この機能について箭本進一は、「4Gamer.net」に寄せたNintendo Switch版の記事の中で、本作が発売された1995年は技コマンドの複雑化が問題視されており、その解決策として取り入れられたと見ている。一方、箭本によると、オリジナル版の説明書には「アニマゲドン」のコマンドが掲載されていなかったという。
イダテンやアドン、うみにんだけでなく、ボ帝をはじめとする敵キャラクターも登場するほか、オリジナルキャラクターとして「MAMI19」が登場する。
ゲームシステムが総じてサイキックフォースに似ており、これについて当時の開発者は後に「（システムが某ゲームと似ているので）嫌な汗をかいた」とインタビューにて語っている。ただしこちらのほうが先に世に出ている。
他作品と異なり、キャラクターの音声は声優ではなく社内スタッフが当てている。

#### 移植版
2014年12月16日にはプロジェクトEGGの一環としてWindows向けに配信された。『超兄貴COLLECTION』のクラウドファンディングのストレッチゴール達成により、Nintendo Switch移植版の開発が決定した。2025年6月19日に発売予定。この移植版では、アニマゲドンのコマンド表など、遊びやすくする工夫が施されている。

#### 評価
「Game*Spark」のみおは、Nintendo Switch番のレビュー記事の中で、シリーズの作風を色濃く受け継いでいると同時に、シューティングゲーム譲りの浮遊感のある独特の駆け引きが面白く、現代（2025年）でも十分通用すると評価している。また、みおはNintendo Switch版で追加されたコマンド表の利便性を評価し、クラシックゲームの移植版として非常に質が高いと評している。

### 超兄貴〜究極無敵銀河最強男〜
PlayStation用ソフト。1995年12月29日発売。
時系列ではこの作品が最初にあたる。プロデューサーは『くにおくんシリーズ』や『ダブルドラゴンシリーズ』を生み出した岸本良久。キャラクターは実写取り込みで表現され、アドンとサムソンはボディービルダーの小沼敏雄、敵キャラは小沼の弟子、イダテンはジャパンアクションクラブの笠原竜司が演じている。この作品では主人公二人は「韋駄天」「弁天」と漢字表記されている。
この作品と『究極…男の逆襲』『聖なるプロテイン伝説』はオプションが防弾限界を超えても切なげな断末魔を挙げることなくその場に残るが、ふて腐れて敵ボスの側についてしまう。また、ボス戦前には「そろそろ、ボスの◯◯◯が見えてきやしたぜっ！」という表示が入るようになり、『聖なるプロテイン伝説』にも受け継がれている。
本作もマルチエンディングとなっており、ラスボス撃破時の自機参加状態（イダテンのみ、ベンテンのみ、共闘）とオプションキャラの状態によって（不貞腐れている、不貞腐れていない、「うみにん変化」している）エンディングの一部が異なる。
特典映像として、制作現場の一部と小沼のポージングを観ることができる。また本作のOPは「ちょっとキレてる」女性スタッフのお遊びで作ったものが採用されたとのこと。
2009年3月11日よりゲームアーカイブスにて配信が行われている。レイティングはCERO：B（12才以上対象）。

#### ストーリー
それはビルがボ帝と呼ばれるよりも前の時代。宇宙はたった一人の男によって恐怖のどん底に陥れられていた。究極にして無敵である銀河最強の男、その名も「究極無敵銀河最強男」。ブラフマー様は暴れ回る究極無敵銀河最強男を止めるべく、天界の韋駄天と弁天を呼び出す。しかし彼らは弱かったため、それぞれお供を付けることにした。かくして戦いに向かった韋駄天、弁天一行。果たして彼らは究極無敵銀河最強男を倒せるのか。そしてお供となったアドンとサムソンは韋駄天を兄貴と呼べるようになるのか。

#### 登場キャラクター
逞（たくま）と純也
『究極無敵銀河最強男』のステージ1のボス。大きい方が逞で、股間でのびのびしているのが純也である。
宇宙戦艦YAROU
『究極無敵銀河最強男』のステージ7のボス。一画面に入り切れない戦艦。とてつもなく広い脳天メンズビームを放つ。弱点は股間の第三艦橋で、破壊すると機能が停止する。
究極無敵銀河最強男（きゅうきょくむてきぎんがさいきょうおとこ）
声 - 柴田秀勝
『究極無敵銀河最強男』のラストボス。ボ帝ビルがボ帝と呼ばれる以前に現れた豪快なマッチョ兄貴。銀河中を暴れ回り恐怖に陥れている。しかし自身に歯向かう者が現れても「ま、いっか。銀河だしぃ」と軽く流すなど、性格は大雑把。名前は「究極男」と省略されることが多い。
オープニングの暴走シーンで自機として操作する事になる。極太ビームを連射できるという性能を持つ。キャラが巨大過ぎるため当り判定が判り辛いが、敵の攻撃を受けてもびくともしない。しかし「唯一鍛えられない急所」（股間）にダメージが当たるとあっけなく死に、タイムパラドックスでストーリーが続かなくなり、究極…男が自滅した旨が語られてゲームオーバーになる（コンティニューすると1面から始まる）。
ボ帝ビルとの違いは、ボ帝は巨大メカに搭乗するのに対し、究極無敵銀河最強男は彼自身が巨大化する事である。

#### 出演
- 韋駄天 - 笠原竜司
- 弁天 - 桐生まどか[注釈 9]
- アドン＆サムソン - 小沼敏雄
- ミカ＆エル - 未来[注釈 10]
- 究極無敵銀河最強男 - 大田興

### 超兄貴〜究極…男の逆襲〜
『究極無敵銀河最強男』のセガサターン移植版。1996年3月29日発売。
PS版と同じ内容だが、若干難易度が上昇している。ジャンル名は「実写・・・ティング」。
PlayStation版では坊主頭だった敵キャラが全員スキンヘッドに変更されている。
当時のセガサターンのレーティングで推奨年齢18歳以上の年齢制限がなされていた。

### 超兄貴 男の魂札
ワンダースワン用ソフト。2000年2月10日発売。
カードゲーム型RPG。ジャンル名は「いきなりカードバトルRPG」。

### i（愛）・超兄貴『激烈縄跳び編』
NTTドコモ携帯電話・iモード用アプリ。2001年6月18日、ハドソンから配信。
縄跳びを続けることによってどれだけの汗を流したかを競うゲーム。中期以降のiモード（FOMA）で遊べる。
開発はアールフォース・エンターテインメント。

### 超兄貴〜聖なるプロテイン伝説〜
PlayStation 2用ソフト。 2003年10月30日発売。
発売はグローバル・A・エンタテインメントでプロデューサーは『悪代官』を手掛けたAndy山本。彩京も開発に携わっている。ジャンル名は「弾幕除けまくり次世代シューティング」。
本作は試練を突破するストーリーであり、ステージ名が「○○の試練」になっている。火山地帯の「火の試練」、水中の「水の試練」などの他、縁日の祭りがテーマの「狂の試練」、メイド喫茶が舞台の「萌の試練」、『不思議の国のアリス』を不気味にしたような「妙の試練」と言う変り種もある。最終面はこれまでの全てのボスとの連戦を経てラストボスと戦う「漢の試練」。
サムソンとアドンの防弾限界を超えるとふて腐れて嫌々ながらも盾に徹する。
オープニングムービーでは『筋肉体操のうた』という癖の強い歌が流れる。

#### ストーリー
銀河中のビルダーの間で伝説的存在となっているプロテイン。10の試練を乗り越えた先にある「聖地」にそれは存在し、摂取した者は究極の肉体を得るという。ある日、いつものように鍛錬に勤しんでいたアドンとサムソンの前に、噂となっている「伝説のプロテイン」が現れた。自身を摂取するように勧めるプロテインだがアドンとサムソンはそれを拒み、鍛錬を続ける道を選ぶ。だが、伝説のプロテインの噂は悪しきビルダー達を呼び寄せてしまう。アドンとサムソンは悪しきビルダーからプロテインを守り、聖地へと送り届けるべく10の試練へと挑むのだった。

#### 登場キャラクター
伝説のプロテイン
本作の実質の主人公で自機。摂取することにより究極の肉体が手に入るとされる。10の試練を乗り越えた者が手に入れられるはずだが何故か突如としてアドンとサムソンの自宅に現れ、自身を摂取するように勧める。しかし摂取を拒んだアドンとサムソンに聖地へと送り届けられることになり、襲い来る悪しきビルダーに制裁を下してはそれを道標に二人を試練へと導く。
実は摂取した者が究極の肉体を得るのではなく、10の試練を乗り越える事自体が究極の肉体を得る方法であった。伝説のプロテインの正体も、清き心を持つビルダーを試練へと導く存在であり、心身共に資質を持つアドンとサムソンを試すのが目的であった。試練を乗り越えた者は神殿に彫刻が刻まれる。実はイダテンも試練を突破した一人であり、神殿には彼の彫刻が存在している。全ての試練を乗り越えたアドンとサムソンの彫像も刻もうとするが、どこかで悪と戦っているイダテンに加勢するべく二人はすぐに出発してしまったので、結局彼らの彫刻は刻まれなかった。
ス帝ロイド
『聖なるプロテイン伝説』のラストボスで、作品世界における時系列上の最後のボス。聖地の守護者であり、全ての試練を乗り越えて来たビルダーに最後の試練を課す。容姿はボ帝ビルに似ており、マントを羽織っている。第一形態は通常サイズで現れ、第二形態では究極無敵銀河最強男と同様に巨大化する。腹部から股間の間に人型の部分が存在するがこれが弱点ではない。ダメージを受けると身体が下降し、頭部が攻撃を仕掛けてくる。

### 零・超兄貴
PlayStation Portable用ソフト。 2009年3月19日発売。
開発はエクストリーム。販売元は、ガンホー・ワークス。レイティングはCERO：B（12才以上対象）。ジャンル名は「復活正統派シューティング」。
メサイアブランドの利用・商品化権代理店となっているソフトメーカー・エクストリームが“極秘プロジェクト”と称して公開。本作キャラクターのイラストを掲載したWebサイトも公開されている。
時間軸は初代の直後である。

#### ストーリー
ボ帝ビルが倒れ、しばらくは平和な日々が続いたものの、ビルダー星系のプロテイン枯渇問題は深刻化していた。やがて筋力によるプロテイン独占を目論む勢力が台頭し、その主導者は第二のボ帝を名乗っていた。事態を察知したイダテンとベンテンは再びプロテイン採掘プラントを破壊し、悪を倒すべく出発した。

#### 登場キャラクター
ショウテン
声 - 青山穣
条件を満たすと選択可能になる3人目の主人公。ゾウの仮面を被った、全てが謎に包まれた兄貴。落ち着いた性格だが「ゾウになりたい」が口癖のどこかズレたキャラクターで、ベンテンからは変態呼ばわりされている。バランと行動を共にしているがあまり慕われてはいない。
銀河ボディビルコンテスト10年連続出場だが、毎回ボ帝ビルに敗れて万年2位であり、そのボ帝にも覚えられていなかった。
ボ帝スラム
『零』のラストボスで、ボ帝ビル亡き後に現れた第二のボ帝。しかしその正体は、地獄から甦ったビル本人である。
初代と異なり、直立した状態で戦う。第二形態では再び巨大メカに乗るが、初代のような不完全な状態ではなく攻撃も激しくなっている。

### 超兄貴 (ゲーセン横丁用アプリ)
ケイブのゲーセン横丁で配信されたバラエティゲーム。「体が資本だ！」編と「ハンマー投げ」編がある。

### 超兄貴 (J-スカイ用アプリ)
J-スカイ用ゲームアプリ。2003年8月13日、サクセスから配信。
「壊してマッチョ」と「モンスター綱引き」という2つのミニゲームをプレイできる。

### 超兄貴 漢のメンズビーム
au携帯電話・BREW用ゲームアプリ。配信NEC。
アドンとサムソンを自機として操作するシューティングゲーム。

### 超兄貴☆フラーーッシュ！！～筋肉迷宮からの脱出～
docomo、au、softbankの携帯電話向けゲームアプリ。2008年、サクセスから配信。
ジャンルは脱出アドベンチャー。「やえもん編」「海変体編」「しばき愛・宇宙編」「ﾏｯﾁｮﾏｯﾁｮ・ﾚﾎﾞﾘｭｰｼｮﾝ編」の4作品がある。

### 超兄貴〜漢’s（メンズ）ボウリング!!〜
Android対応のスマートフォンアプリ。
Gゲーより2011年6月6日配信開始。Gゲーは2017年までに終了している。

### ダンシング・オブ・超兄貴
2022年2月2日より配信のスマートフォンゲームアプリ。リズムゲーム。開発LIG。同年8月15日サービス終了。

### 超兄貴COLLECTION
Nintendo Switch用ソフト。2024年12月12日発売。
エクストリームよりライセンス許諾を受けたエディアによる復刻版。『超兄貴』と『愛・超兄貴』を収録している。ゲームジャンルは「筋肉派シューティング」。
2024年7月19日にMakuakeでクラウドファンディングが始まり、500万円の目標金額に対し1136万8000円の資金が集まった。ストレッチゴール達成により、『爆烈乱闘篇』の移植開発も決定した。

## 関連作品

### スピンオフ、および他作品へのゲスト出演
2003年にメトロ3Dジャパンより発売されたアクションパズルゲーム『パズにん～うみにんのパズルでにむ～』は、うみにんが主人公として登場する。
マーベラスが運営するスマホ向けMMORPG「剣と魔法のログレス いにしえの女神」において2016年にコラボが行われた。アドン＆サムソンが自キャラのオプションとして登場し、「メンズビーム」を撃つスキルが使用可能となる。

### 漫画版

#### 田丸浩史版
田丸浩史作、『月刊少年キャプテン』連載。キャプテンコミックス（全3巻）として刊行後、2004年にはエンターブレイン（eb社）より未収録の番外編も収録した完璧版（上下巻）が刊行。2010年11月には完璧版を基にカラー原稿完全再現・2つ折カラーポスター封入・単行本初収録読み切りなどの細かい増補稿が成された「超兄貴 FUG（ファイナルアップグレード）」がeb社から刊行された。

##### キャラクター
ジョーイ=デマイオ
漫画版の主人公。語尾に「だス」を付ける。元々の職業は木こりだったが、イダテンの死に際に偶然立ち会い、死体から装飾品を勝手に奪い取って身につけてしまったため、アドン、サムソンにイダテンと勘違いされ、以降は「イダテン」として戦いに巻き込まれていく。性格は相当なお調子者でスケベ。怠け者でもあり、連載初期はそこそこ筋肉質でイダテンに間違われても無理のない体形だったが、どんどん体型が華奢になっていき、マッチョだらけの周りから浮いた存在となる（ただし、かつてエデン柔軟大会で優勝した経験があり人並はよりは強い）。ただの人間なのでメンズビームは撃てなかったが、ベンテンから貰った腕当て（籠手）によって撃てるようになる。最終話でボ帝に完敗するも、うみにんを雇って暗殺を企てるなど、正義感に乏しいヒーローらしからぬ人物。
ベンテン
イダテンとは違い、ゲーム版と同一人物。しかし姉御肌的な性格がエスカレートしており、かなり粗暴なヤンキーキャラとなっている。イダテンが偽者であることをすぐ見抜いたが、事情を理解し、ジョーイにイダテンの遺志を託す。
さぶ兄、ドブ
原作において兵器「移動番屋」を漕いでいた2人組。さぶは太り気味の大男（後述の四天王・さぶとは別人）、ドブは小柄で細身の男。「移動番屋」でイダテンたちを襲撃するも、ニュートの家を破壊したことで彼女の怒りを買い一撃で倒され、再登場するもメンズビームを打てるようになったイダテン（ジョーイ）に倒される。その後は任務失敗で帰れなくなったためニュートの世話になりはじめ、彼女を「ニュートの親分」と呼ぶなど家族同然の間柄となる。
四天王
ボ帝に仕える四天王。名前はそれぞれ「エル」「トポ」「さぶ」「ろうず」。その肉体美においては最強クラスの実力を誇る（らしい）が、戦闘能力は皆無に等しく、前者二人はイダテンたちに、後者二人はベンテンにあっさりとやられる。エル・トポはさぶ兄とドブと共にニュートの世話になりはじめる。
シェル・ザ・アニキ
ボ帝の部下としてボ星近くの宙域でイダテンたちを待ち構えていた。巨大な人間の姿をしており、生身で宇宙空間に滞在できる。「宇宙の塵どころか超ひもまで分解する」と意気込んでいたが、宇宙船内を凝視したところイダテンたちに幽霊と勘違いされて、全力転進のロケット噴射によって戦うことなく彼方へ吹っ飛ばされてしまった。

##### オリジナルキャラクター
ニュート=ロルス
惑星エデンの村外れに住んでいた少女。ひょんな事からイダテン、アドン、サムソンと知り合い、帝国軍との戦いに巻き込まれ家を4度も破壊される。しかし相当に図太くしたたかな性格でもあり、イダテン一行に壊された家の代わりに豪邸をプレゼントすることを約束させたり、なぜかイダテン（ジョーイ）に敗れた帝国軍の人間を子分に従え、面倒を見ている。
名前の元ネタはイタリアのプログレッシブ・ロックバンド「ニュー・トロルス」。
ガスパリ様
ボ帝の部下で軍服マニア。イダテン一行に取り入り、彼らを暗殺しようと窓を上っていた所を女性と目が合い、のぞきと誤解されて自警団に逮捕された。脱獄して惑星テレマでイダテンを狙撃しようとするが、再度失敗。イダテンを倒すため、腿に「樽に入って滝を下る」という意味不明で危険な特訓方法を提案され、実行して行方不明となる。
名前の元ネタは連載当時に活動していたボディービルダー「リッチ・ギャスパリ」。
エデン自警団
惑星エデンの犯罪者を取り締まる自警団。エデンの法律では犯罪者に賞金が懸けられているため賞金稼ぎが存在するが、彼らのいる町ではまともな商売にはならない。メンバーは以下の5人で、トップはキャプテン・モーロック（後述）。
垢（あか）
浮浪者風の容姿をした男性。人型兵器「ムシャ」に敗北した際、戦闘用人型兵器・メガマンを自爆させる事を提案、これをキャプテン・モーロックに却下（及び制止）されると「（船長として）自爆ボタンは自ら押したいのですね!?」と誤解、彼に自爆ボタンを無理やり押させた。
煽（あお）
露出癖のある男性。
忌（き）
喪服を着た男性で、常にカレーを食べている。
御堂（みど）
くいだおれ太郎のような衣装を着た男性。
腿（もも）
エデン自警団の紅一点。太ももがムチムチ。キャプテン・モーロック共々、垢独断の自爆に巻き込まれるが、間一髪で脱出に成功していた。その後「ロルフ君」に変装してガスパリ様に雇われ、正体を現す。ガスパリ様に対して意味不明かつ危険な特訓方法を提案して実行させ、彼を行方不明にさせた。
キャプテン・モーロック
通称「ジジイ」。エデン自警団のトップ。ブルセラマニアで宇宙船にその手のグッズを大量に隠していた。左手はカギ爪の義手で左足は義足、右目は義眼。自分の宇宙船を盗んだイダテン一行を戦闘用人型兵器・メガマン（キャプテン・モーロック本人の他に垢、腿が搭乗）で追い、趣味を知られたため抹殺と証拠隠滅を図るものの、乱入してきた人型兵器「ムシャ」との戦闘に敗れ失敗、垢独断の自爆に巻き込まれる。死亡したと思いきや、瀕死で回収されており巨大人型兵器「ディエス・イレ」の頭部として復活（巨大化している）。しかし帝国軍の巨大人型兵器「グローリー・オブ・アキレス」に敗れ、ばらばらに吹っ飛ばされてしまった（頭は一応無事のままだったので、死亡したかは不明）。
HAIL-9000（へいる-きゅうせん）
イダテン達の宇宙船のメインコンピュータで、宇宙船の機能を掌る。船内では基本は音声だけだが、ホログラムによりリアルな骸骨のような姿で現れることが出来る。人間とほとんど遜色ない感情を持っており、性格は生真面目でかなりのお人好し。宇宙船を盗んだイダテン達を簡単に信用し、仲間となってしまう。「HAIL-68000」という小型化端末になることで船外にも出られる。
HAIL自身はモーロックに趣味に呆れつつも慕っていたが、当のモーロックは彼を売り払い新しい宇宙船を買う予定で、証拠隠滅のためイダテンごと破壊するのにも躊躇する様子は無かった。
オリンポ=ゴンザレス
惑星エデンの首都、アングラの市長で事実上の惑星エデンの支配者だった。しかし、ボ帝に拉致され、肥満体のためボ帝に嫌われあっさりと死刑が決まる。しかし死刑執行前日に人型兵器「ムシャ」を使い脱獄。ボ帝を倒そうとしたが阻まれ、死刑免除とエデンの支配者に戻ることを引き換えにイダテンを倒すことを命じられる。しかしイダテンの宇宙船を追いかける自警団の人型兵器をイダテンの仲間と勘違いし戦闘に入る。勝利したものの、自警団の人型兵器の自爆に巻き込まれ死亡。
なお、ゲーム版に市長の顔を模した物体が登場しており、厳密には漫画オリジナルではない。
超能力者
イダテンを倒すためにボ帝が送り込んだ刺客の2人組。名前は両者とも不明。イダテン達の弱点を透視したり、体の動きを操ったりなどの能力を使って追い詰めるが、イダテンの船酔いが原因で敗北。同時に彼らがかけていたマインドコントロールが解け、ボ星では民衆の反乱が起こる。
超頭脳歩兵中隊BVD
帝国軍によって滅ぼされた男星の生き残りでボ帝に敵対する組織。全員が学ランにメガネという「ガリ勉」スタイルで統一されている。全員の知能指数を足すとIQ10000らしいが、実は124人いるため平均約80と大して頭がいいわけではない。帝国軍の超巨大人型兵器「グローリー・オブ・アキレス」に対抗し巨大人型兵器「ディエス・イレ」を開発し挑むが、あっさりと敗れる。代表人物の名前は「中本」。
メヂナ=麻原（まばら）
通称「筋肉仙人」。惑星テレマの山奥に住む仙人で、筋肉のことなら知らないことは無い。しかし本人の肉体はただの老人で、簡単に骨折する。1086歳。
麻原尚景（まばら しょうけい）
筋肉仙人の孫で、外見は何の変哲も無い少年に見えるものの、祖父の持てるすべてを受け継いでおり、高い実力を持つ。実は1008歳で本気を出すと少年の姿からはかけ離れた筋骨隆々の大男に変身する。股間を強打してオカマになっていたサムソンに惚れられる。
ロルフ君
脱獄したガスパリ様が惑星テレマで雇ったバイトの助手。正体は人型兵器の自爆から間一髪生き残ったエデン自警団の「腿」。
無敵銀河最強男
PS版『究極無敵銀河最強男』に名前のみ登場したキャラ。犬の頭の形をしたマスクを被った筋骨隆々の男で、銀河最強の男だったが、本屋でエロ本を万引きしようとして店員に注意され喧嘩になり敗れる。その店員が後に究極無敵銀河最強男になった。

#### 超兄貴-愛のゴールデンボール-
原作エクストリーム、作画菊野郎。ファミ通コミッククリア連載。ファミ通クリアコミックスより刊。
ボ帝との攻防の末に大爆発が起こって、ビルダー星系から遥か別の星系まで飛ばされたイダテンとサムソン＆アドン。ビルダー星系から離れたことで力が弱体化したイダテンは、同じように飛ばされたボ帝のところに転がり込んで、ビルダー星系へ帰るための力の素である愛の結晶の金玉（ゴールデンボール）を得ようと四苦八苦日々を過ごす。

### 小説版
三浦徹也作、角川スニーカー文庫。

#### キャラクター
ユウ
格闘家の青年。格闘の神・イダテンを崇拝している。漫画版のジョーイ以上に平凡で普通な青年で、ひょんなことからイダテンにボ帝ビル打倒を託されるが、アドン、サムソン、ベンテンらにブンブン振り回されることになる。
レイ
ユウの恋人。ユウとはまるでバカップルのような相思相愛ぶり。細腕で大人しいが、ユウの見ていない所では本性を表し、凄まじいパワーと達人のごとき格闘技術であらゆる敵を圧倒する。また、非常に嫉妬深く、ベンテンにディープキスなどで誘惑されてメロメロになっていたユウを殴り倒している。
ガンテツ
英雄神イダテンの司祭にして格闘家、ユウの師匠であり、レイの父親。「聖マッスルの宝」の鍵が隠された神殿を預かっている。何かと理不尽な難癖を付けてはユウに鉄拳制裁を施すが、やりすぎてユウの意識が飛ぶと即座に怒れる娘に叩きのめされる。
逞と純也
正式な肩書きは「ボ星ビルダー軍特攻隊長・胸鎖乳突筋の逞」と「親衛隊長・大腿直筋の純也」。小市民的なボ星の軍人たちである。戦艦を預かり「聖マッスルの宝」探索の任に就いたが、アドン・サムソン他の非常識な面々に散々な目に遭わされる。
また、この小説には「宇宙戦艦YAROU」も登場するが、こちらもボ星宇宙軍の旗艦（全8画面に及ぶ巨大戦艦である）の名前として使われており『究極無敵銀河最強男』のYAROUとは描写が異なる。
メカアニキ
イダテン（が降りたユウ）とアドン・サムソンを分断するという、無茶な任務を振られたボ帝のじいやが、苦し紛れに編み出した秘密兵器。鋼鉄のダッチガイ「伊集院二号」を改装したもので、基本的には四角い鉄の塊だが、イダテンのものを模した装飾を付けている。片言で「オレ、イダテン」と言う事が可能で、頭の中身が空っぽのアドン・サムソンを見事誘い出すことに成功した。
最高司祭
イダテンが信徒のため二億年前に隠した「聖マッスルの宝」の秘密を受け継ぐ、イダテン教団の最高権力者。「聖マッスルの宝」を求めるボ帝に拉致される。ボ帝としては正統に宝を継承するつもりで、誠意と贅を尽くし、考え得る最高の「もてなし」で司祭を遇したのだが、それらの「もてなし」は価値観の全てが男性の肉体に収束するボ星独特の文化によるものであったため、司祭は精神に深い傷を負う事になった。
作者
作者、三浦徹也本人。ボ帝の軍団の筋肉男達の中で、1人の贅肉男と一緒に密かに混じっている。巨乳の若い女性が大好き。